# SEKO sjöfolk
Seko sjöfolk är en branschorganisation i fackförbundet Seko inom Landsorganisationen (LO) som bildades 1996 genom att Svenska sjöfolksförbundet gick upp i Seko,  tidigare Statsanställdas förbund.

## Bakgrund
Fram till 1932 var sjöfolket splittrat i fem organisationer: Svenska sjömansunionen, Svenska eldareunionen, Sjöfarande kvinnors förening, Svenska stewardsföreningen och Svenska Amerika-liniens intendenturpersonalsförbund. Svenska sjöfolksförbundet bildades 1932 genom att dessa organisationer sammanslöts  på initiativ av LO. Ordförande blev Sven Lundgren. Ursprungligen skulle även Sveriges radiotelegrafistförening ha ingått, men den kvarstod som självständig förening. 

## Kulturpristagare
Stiftelsen Seko sjöfolks kulturstipendiefond delar ut ett kulturpris sedan 1988 då stiftelsen bildades av Svenska Sjöfolksförbundet.
- 2025 Ove Theliander, märkessamlare och ansvarig för en nålmärkessamling på över 3 700 märken från arbetarrörelsens historia som finns på Arbetarrörelsens minnesbibliotek i Göteborg.
- 2024 Emily Gyllenspetz, barnboksförfattare, illustratör & sjöfarare
- 2023 Linda Sundgren, journalist och författare[1]
- 2022 Databaserna Fakta om Fartyg, Micke Asklander och Skärgårdsbåtar, Patrik Nylin & Krister Nilsson[2]
- 2021 Cecilia Ohlén, journalist P4 Dokumentär
- 2020 Lasse Hult, tidigare HKF/Sjömansservice
- 2019 Anders Lindström, fd ordförande Svenska Sjöfolksförbundet, fd generaldirektör Sjöfartsverket, Medlingsinstitutet, initiativtagare av bildandet av Stiftelsen Seko sjöfolks kulturstipendiefond.
- 2018 Tidningen ETC och fotograf Stefan F Lindberg.
- 2017 Ingen prisutdelning
- 2016 Mia Blomgren, journalist, Tendens P1
- 2015 Ingen prisutdelning
- 2014 Lennart Johnsson, fd redaktör tidskriften Sjömannen
- 2013 Sveriges sjömanshusmuseum
- 2012 Torbjörn Dalnäs, redaktör
- 2011 Kjell Bergqvist, skådespelare
- 2010 Kjell Hansson, privat Sjöfartsmuseum i Helsingborg
- 2009 Marianne Lexberg som driver ideellt ett Sjömanshem i Holmsund och Berit Blomqvist som är skeppsmäklare och under många år ansvarig i Sjöfartens Kultursällskap.
- 2007 Anne Lundberg och German Zamudio från SVT:s program Landgång.
- 2006 Mikael Wiehe och Kjersti Bosdotter, musiker respektive kulturombudsman i IF Metall.
- 2005 Författaren Monika Petterson som representerade Föreningen Arbetarskrivare och författaren David Ericson
- 2004 Ingen prisutdelning
- 2003 Ingen prisutdelning
- 2002 Teater Aftonstjärnan
- 2001 Författaren och journalisten Majgull Axelsson och musikern Rolf Wikström
- 2000 Författaren och journalisten Maria-Pia Boëthius och konstnären och illustratören Lars ”Mellis” Melander
- 1999 Författaren Peter Birro och radiojournalisten Ulla Lindskog
- 1998 Författaren och debattören Johan Ehrenberg
- 1997 Författaren Aino Trosell och skribenten Göran Greider
- 1996 Filmaren Maj Weckselmann samt författaren och skådespelaren Kent Andersson
- 1995 Författarna John E Persson, Lars-Åke Augustsson och Gunnar Fredriksson
- 1994 Ingen prisutdelning
- 1993 Musikgruppen KAL
- 1992 Författaren Ove Allansson
- 1991 Konststuderande Jonas Stampe och författaren och kulturarbetaren Anders Wällhed
- 1990 Författaren Paul Paulsson
- 1989 Författarna Arvid Rundberg och Terje Fredh
- 1988 Författaren Walter Nilsson (första gången priset delas ut)